# Esenkoç, Muradiye
Esenkoç là một xã thuộc thành phố Muradiye, tỉnh Van, Thổ Nhĩ Kỳ. Dân số thời điểm năm 2011 là 523 người.